# Міхал Сокальський
Міхал Броніслав Сокальський (пол. Michał Bronisław Sokalski; 26 вересня 1858, м. Олесько (нині Бродівського району Львівської області, Україна — 19 червня 1929, м. Львів) — польський письменник (псевдоніми — M. B. Krzywda, Bronek z Oleska (Бронек з Олеська), Михалко Олещук), краєзнавець, етнограф, педагог.

## Біографія
Народився 26 вересня 1858 р. в містечку Олеську в родині Яна Сокальського та Юзефи з дому Ланґер. Батько працював спочатку учителем, а згодом керівником школи в Олеську.
Дитинство Броніслав провів у селі Зарудка над річкою Серет (нині с. Заруддя Зборівського району Тернопільської області). Життя і звичаї її жителів, а також суспільну та освітню діяльність свого батька (засновника позичкової каси і братства тверезості) описав пізніше у брошурі (польською мовою) «Село Зарудка на Поділлі, яке було і яке зараз є» (1888 р.).
Із 1869 року жив у Львові, у 1872—1873 роках навчався в гімназії імені Франца Йосифа I.
Працю на педагогічній ниві розпочав 1878 року як учитель-практикант у сільській філіальній школі у с. Хильчиці біля Золочева, згодом працював у державній чоловічій школі Золочева (1881—1885 рр.). Саме в цей період розпочав письменницьку діяльність, зокрема, опублікував польською мовою брошури «Про Яна Кохановського, його життя і діяльність» (1884 р.) і «Оповідання з часів Владислава Локєтка»  (1886 р.)
У Золочеві вступив до відділу Львівського педагогічного товариства, видавши його накладом працю «Геостатистичний опис Золочівського шкільного округу з докладним описом кожного села двох повітів (Золочівського і Бродівського)» (1885 р.). Праця складається з двох частин: у першій подано природно-географічну і статистичну характеристику краю, у другій зібрано історичні та статистичні відомості про населені пункти повітів.
Упродовж 1886—1890 років працював молодшим учителем у державній чоловічій школі імені С. Конарського у Львові, а також навчав польської мови й арифметики на курсах ремісничої молоді. У 1890—1893 роках працював учителем у місцевій державній школі ім. А. Міцкевича. У той же час був шкільним інспектором Сокальського шкільного округу.
У 1893 р. його призначили виконуючим обов'язки старшого вчителя, а в 1896 р. — старшим вчителем географії, історії та спеціальної методики у польській підготовчій школі при учительській семінарії у Львові. Там він працював аж до виходу на пенсію 1918 року (з тривалою перервою в роки Першої світової війни), входив до складу екзаменаційної комісії для вчителів і вчительок державних шкіл у Львові (1897—1908 рр.).
Броніслав Сокальський став одним з перших членів створеного 1895 року Народознавчого товариства у Львові. Упродовж 1899—1903 років входив до складу його Головного виділу, а в 1899—1900 роках ще й до редколегії основного друкованого органу Товариства — журналу «Lud».
Свої краєзнавчі та етнографічні дослідження Броніслав виклав у монографії «Повіт Сокальський з погляду географічного, етнографічного, історичного і економічного» (Львів, 1899), за яку 1894 року здобув перемогу на конкурсі Музею імені Дідушицьких у Львові на написання кращого географічно-історичного опису повітів Галичини.
Броніслав Сокальський працював також у Педагогічному товаристві у Львові, опублікував низку статей про шкільну дидактику (зокрема про викладання географії), прагматику вчительської праці, історію освіти і виховання, повідомлення про діяльність товариства на сторінках його друкованого органу — львівського тижневика «Школа» (Szkoła)(1886—1900 рр.).
Саме від цього товариства дослідник працював з 1893 р. до 1920 р. відповідальним редактором Комітету видавництва «Dziełek Ludowych» у Львові, яке за кошти державних субвенцій видавало польською і українською мовами праці з серії «Народні публікації». Упродовж 1887—1919 рр. видав 219 томів у польській серії, серед яких 27 його власних праць (переважно історичних розповідей), а також 10 праць у відповідній українській серії. Окремі зі своїх літературних праць польською мовою підписував M. B. Krzywda або Bronek z Oleska, а українською — Михалко Олещук.
Згідно з відомостями А. Фішера, Броніслав деякий час був бурмістром рідного містечка Олеська. Очевидно, мова йде про період, коли Броніслав Сокальський уже перебував на пенсії. Був визнаний почесним мешканцем містечка Тартаків Сокальського повіту.
У шлюбі із Марією Татомір виховав трьох синів і трьох дочок.
Помер Броніслав Сокальський 19 червня 1929 р. у Львові. Був похований на Личаківському цвинтарі (разом із дружиною Марією). Їхні могили не збереглися.

## Вибрані праці
1. Олещук М. Комарівка на Поділю: оповіданє для народа / Олещук Михалко. — Львів, 1893. — 30 с.
2. Bronek z Oleska. Na etapnym szlaku. Obrazki z czasów inwazyi rosyjskiej / Bronek z Oleska. — Lwów: Z drukarni szczęsnego Bednarskiego, 1916. — 88 s.
3. Sokalski B. Powiat Sokalski pod względem geograficznym, etnograficznym, historycznum i ekonomicznym / Bronisław Sokalski. — Lwów, 1899. — 496 s.
4. Sokalski B. Rys geograficzno-statystyczny złoczowskiego okręgu szkolnego wraz z dokładnym opisem poszczególnych miejscowości obu powiatów (złoczowski i brodzki)/ Bronisław Sokalski. — Złoczow, 1885. — 338 s.
5. Sokalski B. Wieś Zarudka na Podolu: jaką była, a jaką dziś jest / Bronisław Sokalski. — Lwów: Komitet wydawnictwa dziełek ludowych, 1888. — 32 s.